# Shizilu (socken i Kina, Shandong, lat 35,18, long 118,83)
Shizilu (kinesiska: 十字路街道, 十字路) är en socken i Kina. Den ligger i provinsen Shandong, i den östra delen av landet, omkring 230 kilometer sydost om provinshuvudstaden Jinan.
Genomsnittlig årsnederbörd är 1 001 millimeter. Den regnigaste månaden är juli, med i genomsnitt 334 mm nederbörd, och den torraste är januari, med 7 mm nederbörd.